# XXx
xXx – amerykański film akcji z 2002 roku w reżyserii Roba Cohena.

## Fabuła
Xander Cage, miłośnik sportów ekstremalnych i tatuaży po jednym ze swoich wybryków popada w konflikt z prawem, w wyniku którego grozi mu aresztowanie. Aby uniknąć aresztu musi wykonać tajne zlecenie dla amerykańskiego rządu. Jego bezpośrednim przełożonym zostaje agent NSA Augustus Gibbons, który wysyła go z misją do Pragi. W ramach niej Cage ma rozpracować organizację terrorystyczną o nazwie Anarchia 99, na której czele stoi tajemniczy Yorgi, zaś członkami są byli oficerowie rosyjskiej armii. Pracuje dla niej także piękna i przebiegła kobieta, Jelena.

## Obsada
Na podstawie.
- Vin Diesel – Xander Cage
- Asia Argento – Jelena
- Marton Csokas – Yorgi
- Samuel L. Jackson – Augustus Gibbons
- Michael Roof – agent Toby Lee Shavers
- Richy Müller – Milan Sova
- Werner Daehn – Kiriłł
- Petr Jákl – Kolja
- Jan Filipenský – Wiktor
- Tom Everett – senator Dick Hotchkiss
- Danny Trejo – El Jefe
- Thomas Ian Griffith – agent Jim McGrath
- Raperka Eve – J.J.
- Leila Arcieri – Jordan King
- William Hope – agent Roger Donnan
- Joe Bucaro III – Virg
- Chris Gann – T.J.
- Martin Hub – Iwan Podrow
- Radek Tomecka – Iwan Pedgrag
- Mary-Pat Green – kelnerka
- Martina Smuková – czeska policjantka
- Tony Hawk – kierowca
- Mike Vallely – skater
- Marek Vasut – czeski generał
- Lubos Pospísil – czeski major
- Alena Cihalikova – tancerka w pokoju Xandera
- Członkowie zespołu Rammstein[a] – oni sami
- Członkowie zespołu Orbital[b] – oni sami

## Produkcja
Film xXx został nakręcony w Stanach Zjednoczonych (Los Angeles, Auburn w stanie Kalifornia, Tahoe), Czechach (Praga), Austrii (Kaunertal w Tyrolu) i na wyspach Polinezji Francuskiej (Bora-Bora i Tahiti).
W początkowych scenach filmu jest ukazany odbywający się w Pradze koncert na żywo zespołu Rammstein, na którym zespół wykonuje utwór „Feuer frei!”.